# Oshkosh, Wisconsin

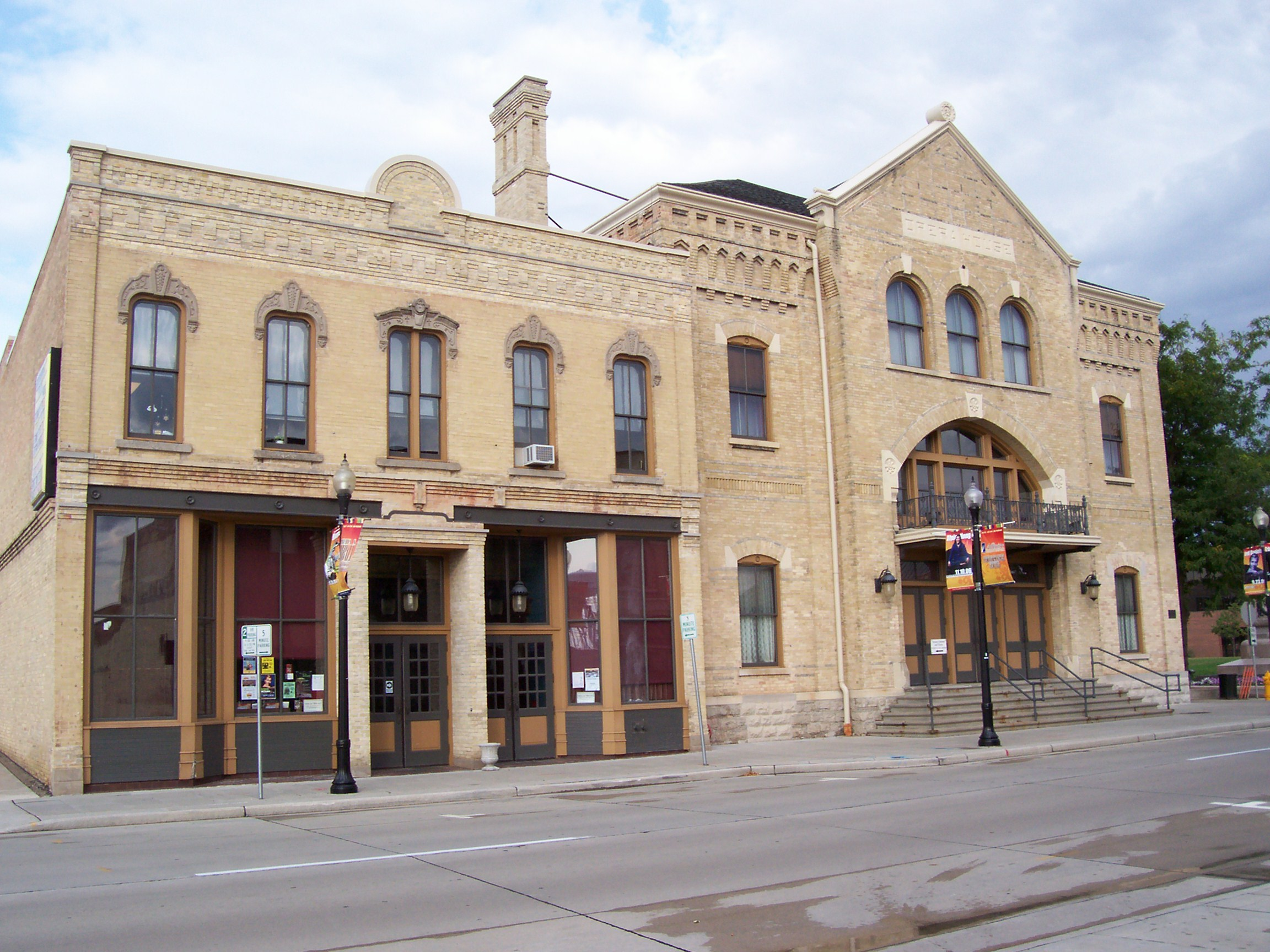
Grand Opera House

Oshkosh är en ort i Winnebago County i delstaten Wisconsin, USA. Staden har 62.916 invånare (2000) och är tredje största staden i staten Wisconsin. Oshkosh är administrativ huvudort (county seat) i Winnebago County.
Namnet, Ojibwe oshkanzh, "Klon" kommer från Ojibwa. Staden befolkades under tidigt 1800-tal, men blev inte stad förrän 1853. Då hade staden en befolkning om 2 800 personer. 1859 kom järnvägen, med den en befolkningsökning och ökade ekonomiska möjligheter. 
Staden har huvudsakligen vit befolkning, av huvudsakligen tysk och nederländsk härstamning. Lewis Wickes Hine, Philetus Sawyer och William A. Steiger har koppling till Oshkosh.
I staden grundades klädtillverkaren OshKosh B’gosh.